# Nell Campbell
Laura Elizabeth Campbell (Sydney, 24 de maio de 1953), mais conhecida como Nell Campbell ou por seu nome artístico Little Nell, é uma atriz, cantora e ex-proprietária de clube australiana. Ela é mais conhecida por seu papel como Columbia no filme The Rocky Horror Picture Show, de 1975, e pela peça original da qual foi adaptada. Campbell lançou seu EP, The Musical World of Little Nell (Aquatic Teenage Sex & Squalor), pela A&M Records em 1978. Ela apareceu como enfermeira Ansalong no filme de 1981, Shock Treatment. Em 1984, ela apareceu como Beth no filme de drama vencedor do BAFTA e do Óscar, The Killing Fields.

## Início da vida
Campbell nasceu em Sydney, filho de Ruth e Ross Campbell. Ross, um escritor, referiu-se a ela como "Pequena Nell" (em homenagem a um personagem de The Old Curiosity Shop, de Charles Dickens) em sua coluna sobre vida familiar no Sydney Daily Telegraph. Ela cresceu com três irmãos: Sally, Patrick e Cressida. A irmã mais velha, Sally, era proprietária de imóveis, cenógrafa e (posteriormente) designer de moda; a irmã mais nova, Cressida Campbell, é artista; o irmão mais velho, Patrick (que morreu em 2020), era engenheiro solar na Universidade de Nova Gales do Sul. Nell começou a dançar aos 10 anos, para se manter saudável após ser diagnosticada com hepatite A. Ela se chamava Laura E. Campbell até os 17 anos, quando passou pelo apelido de "Sonny" (pronunciado para rimar com "Donny"), abreviação de "Sonata". Ela cursou o ensino médio na Abbotsleigh School for Girls, em Sydney, sustentando-se como garçonete.[carece de fontes?]

## Carreira
Campbell decidiu usar o nome "Little Nell" como nome artístico após sua chegada à Grã-Bretanha no início dos anos 1970 com sua família. Ela vendia roupas no Kensington Market; sua barraca ficava ao lado da de Freddie Mercury. Ela também trabalhou como artista de rua e como refrigerante em um café, onde seu sapateado é frequentemente apontado como a razão pela qual ela foi escalada como Columbia na produção original de The Rocky Horror Show após uma audição improvisada. Ela reprisou o papel em The Rocky Horror Picture Show, lançado em 1975, e estrelou como enfermeira Ansalong na sequência de 1981, Shock Treatment.
Depois de The Rocky Horror Picture Show, Campbell assinou um contrato de gravação com a A&M Records. Seu single de estreia foi "Stilettos and Lipstick" acompanhado de "Do the Swim", lançado em 1975. Ela também gravou uma versão disco da música "Fever" em 1976, que foi novamente acompanhada de "Do the Swim". O lado B de ambos os lançamentos tornou-se mais conhecido, talvez ajudado por uma performance na televisão britânica em que ela acidentalmente (e repetidamente) expôs os seios. Embora editada da transmissão original em 1975, a versão não editada foi exibida em todo o mundo em programas de erros de gravação (começando com o programa britânico It'll be Alright on the Night em 1977).
Campbell também apareceu em várias produções teatrais, incluindo a peça off-Broadway You Should Be So Lucky e o musical da Broadway, Nine. Ela apareceu como Sandra LeMon na série de TV britânica Rock Follies of '77.[carece de fontes?]
Em 1986, Campbell abriu a boate Nell's na West 14th Street em Manhattan (Nova Iorque) com Keith McNally e Lynn Wagenknecht. Em 1995 ela abriu dois restaurantes em Nova Iorque: The Kiosk (parte alta) e E&O (centro). O Nell's foi vendido em 1998 para Noel Ashman e seu parceiro de negócios, o ator Chris Noth, pouco antes de Campbell dar à luz sua filha, Matilda Violet, com o ex-namorado e parceiro de negócios, Eamon Roche.
Campbell escreveu vários artigos em revistas, incluindo segmentos regulares chamados "MamaTalks" e "FirstLook" no extinto Discussão revista, começando na edição de dezembro de 1999. Ela voltou para a Austrália depois de vender sua casa Colina Boerum no Brooklyn , em dezembro de 2005, e agora está aposentada e vivendo com sua filha.  A canção 'Laura' por Bat for Lashes, é dedicado a Nell Campbell, que é amigo de Natasha Khan.[carece de fontes?]

## Discografia
As produções da discografia de Nell são:

### Singles/ EPs
- "Stillettos and Lipstick" / "Do the Swim" (A&M, 1975)
- "See You Round like a Record" / "Dance that Cocktail Latin Way" (A&M, 1976)
- "Fever" / "Do the Swim" (A&M, 1976)
- The Musical World of Little Nell (Aquatic Teenage Sex & Squalor) (A&M, 1978)
- "Fever" / "See You Round like a Record" (reissue) (A&M, 1978)
- "Beauty Queen" (Pre Records, 1980)

### Vocais convidados
- Tuff Little Surfer Boy (featured as "Roxanne" for the song by Truth & Beauty) (1974)
- Soundtracks & Cast Recordings
- The Rocky Horror Show (Original London Cast) (1973)
- The Rocky Horror Picture Show (1975)
- Shock Treatment (1981)

## Filmografia
As produções que Nell atuou são:
- 1974: Barry McKenzie Holds His Own - Nerida Brealey
- 1975: The Rocky Horror Picture Show - Columbia (A Groupie)
- 1975: Lisztomania - Olga
- 1975: Alfie Darling - party guest
- 1976: Sebastiane - Convidada do Imperador (não creditada)
- 1977: Jubilee - Crabs
- 1977: Journey Among Women - Meg
- 1978: Summer Of Secrets - Kym
- 1981: Shock Treatment - Nurse Ansalong
- 1981: Pink Floyd The Wall - groupie.
- 1984: Stanley: Every Home Should Have One - Amy Benton
- 1984: The Killing Fields - Beth
- 1985: I Wanna Be a Beauty Queen - the opening act
- 1998: Great Expectations - Erica Thrall
- 1999: Joe Gould's Secret - Tamara
- 2000: The Intern - the host

## Teatro
Os espetáculos que Nell atuou são:[carece de fontes?]
- 1973: The Rocky Horror Show, na The Royal Court Theatre Upstairs
- 1975: And They Used to Star em Movies, at the Soho Theatre
- 1977: A Street Car Named Desire na Oxford Playhouse
- 1977: Censored Scenes From King Kong, na Open Space Theatre
- 1978: Stoop, em Londres
- 1985: Women Behind Bars, no Footbridge Theatre em Sydney University
- 1994: You Should Be So Lucky, off-Broadway
- 2003: NINE, na Broadway em Eugene O'Neill Theatre

## Televisão
As produções de televisão que Nell atuou são:
- 1977: Rock Follies of '77 - Sandra LeMon
- 1977: It'll be Alright on the Night - ela mesma
- 1979: Hazel - Pamela
- 1979: Shoestring - Joanna Lomas
- 1980: Dead Man's Kit - Zoe Summers
- 1983: Bergerac - Mrs. Moberley
- 1984: TV's Bloopers & Practical Jokes - ela mesma
- 1987: Saturday Night Live - ela mesma
- 1993: Tracy Takes On New York
- 1995: Rocky Horror Double Feature Video Show - ela mesma
- 2001: Visible Panty Lines - ela mesma
- 2010: Rake as Flick Moyers